# Пітон-де-ла-Петіт-Рив'єр-Нуар
Пітон-де-ла-Петіт-Рив'єр-Нуар (фр. Piton de la Petite Rivière Noire або Маленька чорна гора) — найвища гора на острові Маврикій в Індійському океані. Розташована в окрузі Рив'єр-Нуар, висота — 828 м. Є частиною гірського хребту Рив'єр-Нуар.
На Маврикії є ще два гірських хребти: Мока-Порт-Луї і Гранд-Порт-Саван. Перший хребет містить гори Пітер-Бот (820 м) і Ле-Пус (811 м), відповідно другу й третю за висотою вершину острова. Обидві вони більш відомі, ніж Пітон-де-ла-Петіт-Рив'єр-Нуар.
Гора розташована в національному парку Блек-Рівер-Горджес.
На вершину гори прокладений зручний маршрут. Довжина — 8 км, перепад висот — приблизно 300 м, оціночний час під'йому — дві з половиною години.